# Gongota
Gongota (en russe : Гонгота) est un village russe du raïon de Tchita du kraï de Transbaïkalie, en Sibérie. Il fait partie de l'établissement rural de Sokhondo, et sa population s'élevait à 75 habitants au recensement de 2021.

## Géographie
Le village de Gongota se situe dans le kraï de Transbaïkalie, un kraï situé en Transbaïkalie, région de Sibérie orientale, en Russie. Il fait partie du district fédéral extrême-oriental. Le village fait partie du raïon de Tchita, un raïon du kraï, avec Tchita comme centre administratif. Il fait partie de l'établissement rural de Sokhondo, une municipalité, avec le village de Sokhondo comme chef-lieu,. Le village se trouve dans la vallée de la rivière Khilok.
Le fuseau horaire du village est MSK+6 (heure de Iakoutsk). Le décalage horaire appliqué par rapport au temps universel coordonné est +09:00.

## Histoire
Le village a été fondé en 1904 comme une gare d'un chemin de fer.
C'est dans le village de Gongota qu'a été signé lors de la guerre civile russe le 15 juillet 1920 l'accord de Gongota entre la délégation de la république d'Extrême-Orient (FER), Etat tampon soviétique entre la RSFSR et la zone d'occupation japonaise et le corps expéditionnaire japonais intervenu en Sibérie de Yui Mitsue. Avec cet accord, les Japonais ont accepté de cesser les combats contres les Armées rouges de la FER. Une ligne de démarcation a été créée à l'ouest de Tchita et a aidé la république d'Extrême-Orient à lancer l'opération finale de prise de Tchita. Cela permit d'aboutir à la prise de Tchita en octobre 1920 et au retrait des Japonais de la région à cette date.

## Démographie
Recensements (*) et estimations de la population,,:
| 2010* | 2021* | - | - |
| ----- | ----- | - | - |
| 541   | 75    | - | - |

## Transports
Le village est desservi par la gare de Gongota d'une branche du chemin de fer transsibérien.

## Monuments
Le village possède comme monument le bâtiment de la gare où a été signé l'accord de Gongota ainsi qu'un canon installé en l'honneur des habitants morts pendants la guerre civile russe et la Seconde Guerre mondiale.